# Villanueva, Zacatecas
Villanueva là một đô thị thuộc bang Zacatecas, México. Năm 2005, dân số của đô thị này là 28760 người.